# Oh Heideroosje
Oh Heideroosje is een Nederlandstalig liedje van de Belgische artiesten Ray Franky en Jetty Gitari uit 1954.
De B-kant van de single was het liedje Geef Mij Je Hand.

## Meewerkende artiesten
- Harry Frékin (dirigent)
- Jetty Gitari (zang)
- Ray Franky (zang)